# Astrid Deira
Astrid Deira (Paramaribo, 14 december 1968) is een Surinaams vliegenier. Ze is de eerste vrouwelijke piloot van Surinaamse Luchtvaart Maatschappij (SLM) en de eerste vrouwelijke gezagvoerder van een Boeing 737 van de SLM.

## Biografie
Astrid Deira kreeg de passie voor het vliegen mee van haar vader die bij de SLM werkte. Toen ze op haar 8e op school vertelde dat ze piloot wilde worden, zei haar juffrouw: "Jongens worden piloot, meisjes stewardess." Haar moeder leerde haar echter dat ook meisjes hun dromen kunnen waarmaken. Haar vader was van 1989 tot 1992 waarnemend directeur en nam haar tijdens haar schoolvakanties mee naar Zorg en Hoop Airport. In 1987 ging ze bij de SLM aan het werk en begon ze onderaan de ladder als administratief medewerker. Daarnaast studeerde informatica.
Vastbesloten om piloot te worden stak ze al haar spaargeld in het halen van haar vliegbrevet. Ze studeerde van 1991 tot 1992 aan de pilotenopleiding van de Turs Air Flight Academy in Miami. Ondertussen kreeg ze problemen met haar studiebeurs die tijdens haar studie werd ingetrokken. Haar eerste vlucht maakte ze in 1993 op een Twin Otter naar het binnenland van Suriname. Hiermee sloeg ze een mijlpaal in de Surinaamse geschiedenis als eerste vrouwelijke piloot.
Op 18 december 2003 kwam opnieuw een deel van haar droom uit toen ze slaagde voor het vliegexamen van de MD-82. Ze bouwde vlieguren met dit toestel op en breidde haar ervaring vervolgens uit als copiloot op grotere vliegtuigen, zoals de Airbus A340 op de route naar Amsterdam.
Na 22 vliegjaren, met aan boord twee Guyaanse presidenten en tal van Surinaamse regeringsfunctionarissen, maakte ze op 12 april 2014 haar luchtdoop met een Boeing 737, van Paramaribo via Georgetown naar Miami, waardoor ze de eerste vrouwelijke Surinaamse gezagvoerder van SLM is op dit toestel. Op 16 januari 2019 maakten Deira, een vrouwelijke copiloot en drie stewardessen de eerste vlucht van SLM die geheel bestond uit een vrouwelijke bezetting; de vlucht ging van Paramaribo naar Aruba.
Astrid Deira werd in 2014 onderscheiden met de Best News Moment Award tijdens de uitreiking van de Owru Yari Awards. Op 18 maart 2018 was zij de spreker tijdens de Sophie Redmond Lezing in Amsterdam. In 2022 wordt ze geëerd met een plaats op de Iconenkalender van NAKS.

## Galerij
|  |  |  |